# Mania (divinità)
Mania è una divinità di origine etrusca, venerata anche tra i romani. È una divinità molteplice, personificava la follia.
Nella mitologia romana era la dea della morte, era stata presa in prestito dalla mitologia etrusca. Insieme a Mantus governava il mondo dei morti. Spesso viene assimilata alle Erinni: infatti, come loro tormenta gli spiriti colpevoli e non dà loro tregua.
Pausania ci informa che le era dedicato un santuario in Arcadia, tra Megalopoli e Messene.
È spesso associata alla dea Lissa della mitologia greca.